# 世界選手権自転車競技大会ロードレース1965
世界選手権自転車競技大会ロードレース1965は1965年9月、スペインのラサルテ＝オリアで開催された。
イギリスのトム・シンプソンが、西ドイツのルディ・アルティヒとのロングスプリント争いを制して優勝した。

## 男子プロ個人ロードレース
9月5日。267.4km
|    | 選手名                 | 国籍     | 時間          |
| -- | ---------------------- | -------- | ------------- |
| 1  | トム・シンプソン       | イギリス | 6時間39分19秒 |
| 2  | ルディ・アルティヒ     | 西ドイツ | 同            |
| 3  | ロジェ・スウェルツ     | ベルギー | +3分40秒      |
| 4  | ペーター・ポスト       | オランダ | 同            |
| 5  | カールハインツ・クンデ | 西ドイツ | 同            |
| 6  | レネ・ビンジェーリ     | スイス   | +3分50秒      |
| 7  | アリー・デン・ハルトフ | オランダ | 同            |
| 8  | フランコ・バルマミオン | イタリア | 同            |
| 9  | フランシスコ・ガビカ   | スペイン | 同            |
| 10 | ジャン・スタブリンスキ | フランス | +4分58秒      |